# Vaudrecourt
Vaudrecourt település Franciaországban, Haute-Marne megyében. Lakosainak száma 32 fő (2022. január 1.). Vaudrecourt Outremécourt, Sommerécourt és Bourmont entre Meuse et Mouzon községekkel határos.

## Népesség
A település népessége az elmúlt években az alábbi módon változott:
| Lakosok száma | 71   | 53   | 45   | 39   | 36   | 36   | 35   | 35   | 34   | 32   |
|               | 1968 | 1982 | 1990 | 2006 | 2013 | 2015 | 2017 | 2019 | 2020 | 2022 |